# I Don't Like Mondays
Singles de The Boomtown Rats
Rat Trap
(1978) Diamond Smiles
(1979)
Pistes de The Fine Art of Surfacing
Sleep (Fingers' Lullaby) Nothing Happened Today
I Don't Like Mondays est une chanson des Boomtown Rats qui fut en tête des charts britanniques pendant quatre semaines en juillet 1979.
Bob Geldof, chanteur du groupe, écrivit la chanson après avoir appris une fusillade survenue à San Diego, en Californie : une jeune fille de seize ans, Brenda Ann Spencer, avait tiré sur des enfants qui jouaient dans la cour de l'école en face de chez elle, tuant deux adultes et blessant huit enfants et un policier. Spencer ne fit preuve d'aucun remords, et elle expliqua son geste en disant : « Je n'aime pas les lundis » (« I don't like Mondays »). La chanson fut jouée pour la première fois en public moins d'un mois plus tard, au Fox Theatre de San Diego.
Si la chanson connut un grand succès au Royaume-Uni, elle n'atteignit que la 73e place du Billboard Hot 100, en partie du fait de l'attitude hostile de Geldof envers les stations de radio américaines. Dans les années 1980, la chanson passa régulièrement les lundis matins sur les stations rock américaines, hormis à San Diego où la chanson ne fut pas diffusée pendant quelques années, eu égard à la sensibilité locale autour des événements. La chanson atteignit la première place des charts britanniques en juillet 1979. Elle a depuis été reprise par Tori Amos en 2001, sur l'album Strange Little Girls.
Lors d'un concert au Wembley Stadium en 1995, juste avant le dixième anniversaire du Live Aid (durant lequel les Boomtown Rats avaient interprété la chanson au cours de leur dernière apparition majeure), Bon Jovi a repris la chanson après avoir été rejoint sur scène par Bob Geldof. Cette reprise apparaît sur l'album de Bon Jovi One Wild Night Live 1985-2001, ainsi que sur l'édition 2 CD de These Days. Geldof lui-même a interprété cette chanson en impromptu le 2 juillet 2005, lors du Live 8, à Londres.
La chanson, telle que reprise par Tori Amos, est apparue dans le deuxième épisode de la quatrième saison de À la Maison-Blanche, et son introduction est jouée dans le quinzième épisode de la troisième saison de Dr House. Elle est également le générique de fin du sixième épisode de la première saison de Mindhunter. Sa mélodie sert aussi de base à l'hymne du FC Copenhague.

## Source
- (en) Cet article est partiellement ou en totalité issu de l’article de Wikipédia en anglais intitulé « I Don't Like Mondays » (voir la liste des auteurs).